# مش رايحين في داهية (فلم)
فيلم مصري من إنتاج 2017 بطولة بشرى ومي سليم وحسن حسني تأليف عمرو بدر وندى أكرم وأحمد مجدي وإخراج أحمد صالح.

## ملخص الفيلم
تدور قصة الفيلم في إطار كوميدي حول مجموعة من الشباب الذي لا يهتم بشيء ولا يوجد لديه هدف في الحياة، وكل ما يفعلوه هو عيش حياتهم بطريقة طائشة، حيث يسهرون في النوادي الليلية ويصطحبوا النساء، إلى أن تقع حادثة لهم تغير طريقة تفكيرهم، ولكن ما هذه الحادثة، وكيف ستغير حياتهم؟

## الممثلون
- بشرى
- مي سليم
- ريم مصطفى
- حسن حسني
- عمر السعيد
- نبيل عيسى
- أحمد صلاح حسني
- سامية الطرابلسي
- سليمان عيد